# АвиаВНИТО (ракета)
«АвиаВНИТО» — первая советская экспериментальная стратосферная ракета, разработанная Авиационным всесоюзным научным инженерно-техническим обществом (АвиаВНИТО) Реактивного научно-исследовательского института для подъёма исследовательских приборов на высоту 10,4 км (расчётная высота). Первый запуск состоялся в 1936 году.

## История

### История создания
В 1935 году часть средств от кампании «На штурм стратосферы», начатая Группой изучения реактивного движения (ГИРД), была выделена на постройку стратосферной ракеты ячейке Авиационного отделения Всесоюзного научно-технического общества (АвиаВНИТО), объединявшей специалистов РНИИ. За основу был взят готовый корпус экспериментальной ракеты 05, сконструированной Михаилом Тихонравовым и построенной осенью 1933 года под двигатель ОРМ-50, но по ряду причин так и не использованной. На неё был установлен самый мощный из созданных к тому времени кислородно-спиртовых двигателей «12к» конструкции Леонида Душкина. Ракету приходилось строить в выходные дни на энтузиазме сотрудников РНИИ, несогласных с начальником института Иваном Терентьевичем Клеймёновым, не поощрявшим использование кислородных ЖРД.

### История запусков
Первый пуск ракеты «АвиаВНИТО» был осуществлён в апреле 1936 года на полигоне, со сделанного для ракеты 07 ГИРДа пускового станка, при этом специально были удлинены его направляющие. Несмотря на удачный запуск, полёт и приземление ракеты, Тихонравов остался не вполне удовлетворённым результатом, отметив запоздание зажигания двигателя и необходимость в дальнейшей регулировке механизмов подачи топлива.
При следующем пуске, намеченном на 2 августа 1937 года, использовалась деревянная мачта высотой 48 метров с направляющей планкой. При пуске не сработал манометр максимального давления в баках, вследствие чего пуск пришлось отменить. Спустя две недели при повторном запуске ракета успешно поднялась в вертикальном направлении и скрылась из виду. При падении после раскрытия парашюта произошёл обрыв его крепления, и ракета разбилась. Найденный уцелевший прибор записи высоты показал значение высоты в 2400 м. Так как он был надёжно скрыт внутри ракеты, то эта высота соответствовала высоте раскрытия парашюта, а визуальные наблюдения показали, что ракета поднялась выше точки раскрытия парашюта. Таким образом, были основания считать, что ракета достигла высоты большей 3000 м.

## Конструкция

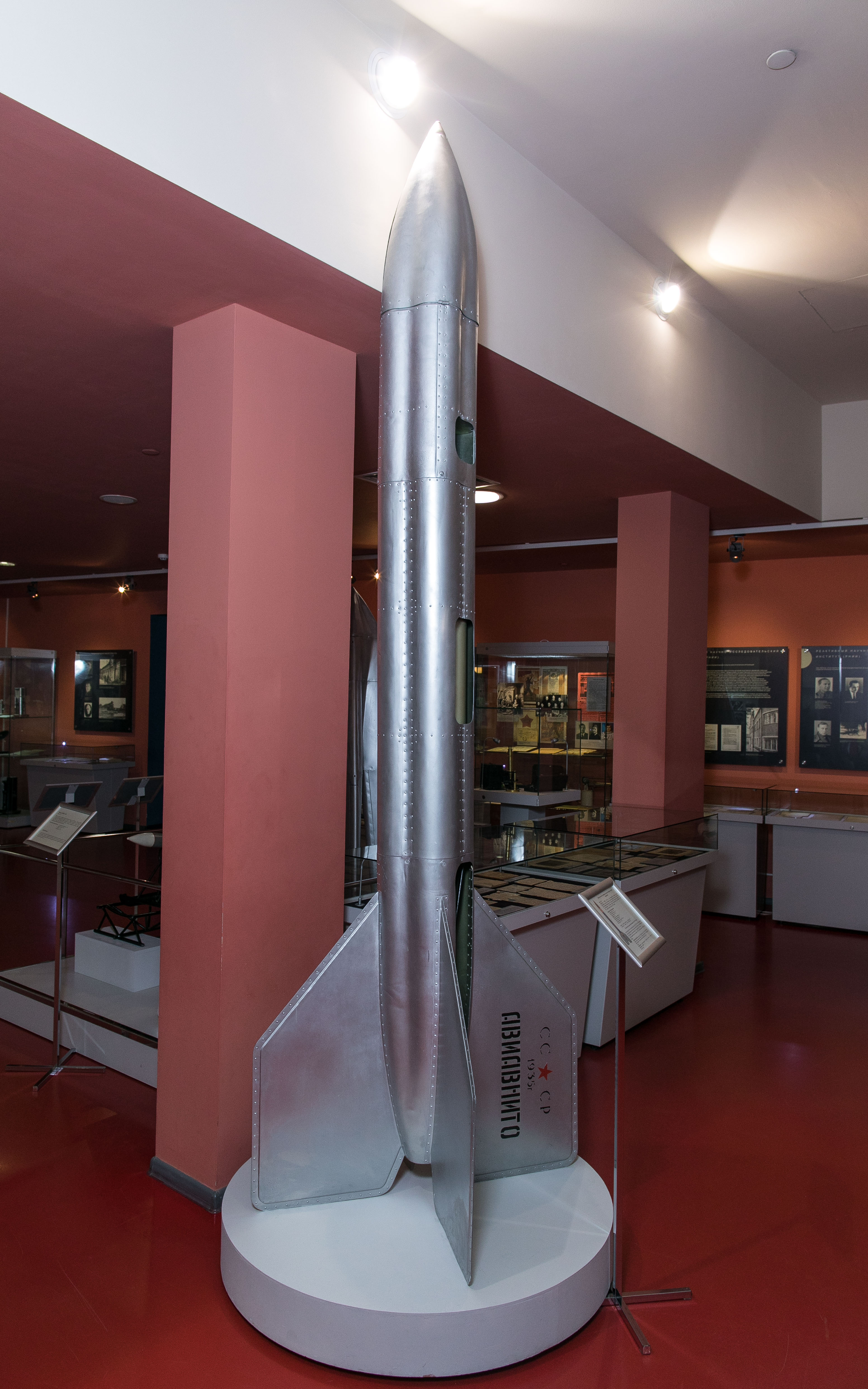

«АвиаВНИТО» представляла собой баллистическую неуправляемую ракету нормальной схемы с корпусом из алюминиевого сплава, состоящим из трёх отсеков:
- головного, оживальной формы, содержащего парашют и приборы;
- среднего, крестообразного сечения, плотно облегающего 4 расположенных параллельно продольной оси ракеты топливных бака — 2 кислородных и 2 спиртовых;
- хвостового, сужающегося с однокамерным ЖРД и четырёхлопастным стабилизатором.

В ракете были установлены кислородно-спиртовой двигатель «12к» конструкции Л. С. Душкина, парашютная головка с автоматом раскрытия, барограф конструкции С. А. Пивоварова для измерения давления на траектории, стабилизатор облегчённой конструкции, автоматическое устройство для запуска двигателя, состоящее из электроманометра и пироклапанов с разрывными мембранами. Система подачи топлива — вытеснительная, под давлением испаряющегося в баках кислорода, зажигание — от электроискровой свечи.

Стартовая масса ракеты составила 97 кг (из них масса топлива — 32,6 кг, масса полезного груза — 10 кг); длина ракеты 3,225 м, диаметр 0,3 м, размах стабилизатора 1 м. Тяга двигателя 2942 Н, время работы 21 с.